# Chicago Bulls 1968-1969
La stagione 1968-69 dei Chicago Bulls fu la 3ª nella NBA per la franchigia.
I Chicago Bulls arrivarono quinti nella Western Division con un record di 33-49, non qualificandosi per i play-off.

## Roster
| N° | Naz.                   | Ruolo | Sportivo       | Anno | Alt. | Peso |
| -- | ---------------------- | ----- | -------------- | ---- | ---- | ---- |
| 4  | Stati Uniti (bandiera) | GA    | Jerry Sloan    | 1942 | 196  | 88   |
| 5  | Stati Uniti (bandiera) | G     | Flynn Robinson | 1941 | 185  | 84   |
| 6  | Stati Uniti (bandiera) | AC    | Erwin Mueller  | 1944 | 203  | 104  |
| 7  | Stati Uniti (bandiera) | AC    | Jim Washington | 1943 | 198  | 95   |
| 8  | Stati Uniti (bandiera) | G     | Bob Weiss      | 1942 | 188  | 82   |
| 9  | Stati Uniti (bandiera) | A     | Ken Wilburn    | 1944 | 198  | 88   |
| 10 | Stati Uniti (bandiera) | A     | Bob Love       | 1942 | 203  | 98   |
| 11 | Stati Uniti (bandiera) | AC    | Clem Haskins   | 1943 | 191  | 88   |
| 12 | Stati Uniti (bandiera) | C     | Dave Newmark   | 1946 | 213  | 109  |
| 14 | Stati Uniti (bandiera) | AC    | Jim Barnes     | 1941 | 203  | 95   |
| 15 | Stati Uniti (bandiera) | G     | Loy Petersen   | 1945 | 196  | 93   |
| 16 | Stati Uniti (bandiera) | A     | Barry Clemens  | 1943 | 198  | 95   |
| 18 | Stati Uniti (bandiera) | C     | Tom Boerwinkle | 1945 | 213  | 120  |
| 19 | Stati Uniti (bandiera) | A     | Bob Boozer     | 1937 | 203  | 98   |

## Staff tecnico
- Allenatore: Dick Motta
- Preparatore atletico: Jerry McCann